# Iolla

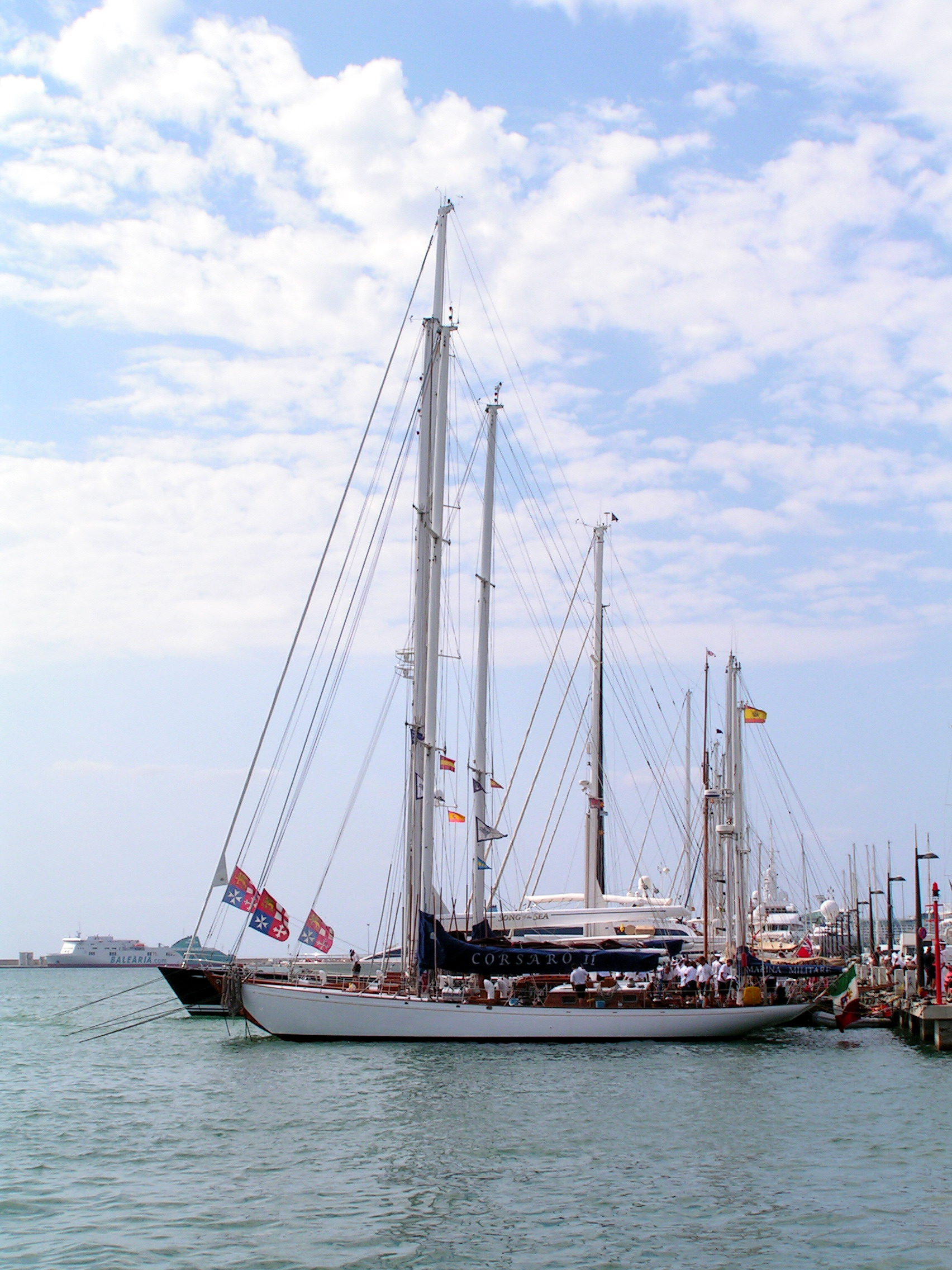
Il Corsaro II yawl della Marina Militare Italiana

La iolla o yawl (dall'olandese jol) è un'imbarcazione a vela con 2 alberi: un albero prodiero detto di maestra ed uno poppiero detto di mezzana, posizionato a poppavia dell'asse del timone.

## Caratteristiche
Originariamente sviluppata per pescherecci commerciali, divenne popolare tra i pionieri della navigazione solitaria, come Francis Chichester e Joshua Slocum, per la sua capacità di seguire la regolazione al vento senza interventi sul timone. I moderni sistemi di timonaggio automatico (meccanici, come i timoni a vento, o elettromeccanici, come gli autopiloti) hanno tuttavia reso tale prerogativa superflua, rendendo quest'armo obsoleto.

### Differenza tra iolle e checchie

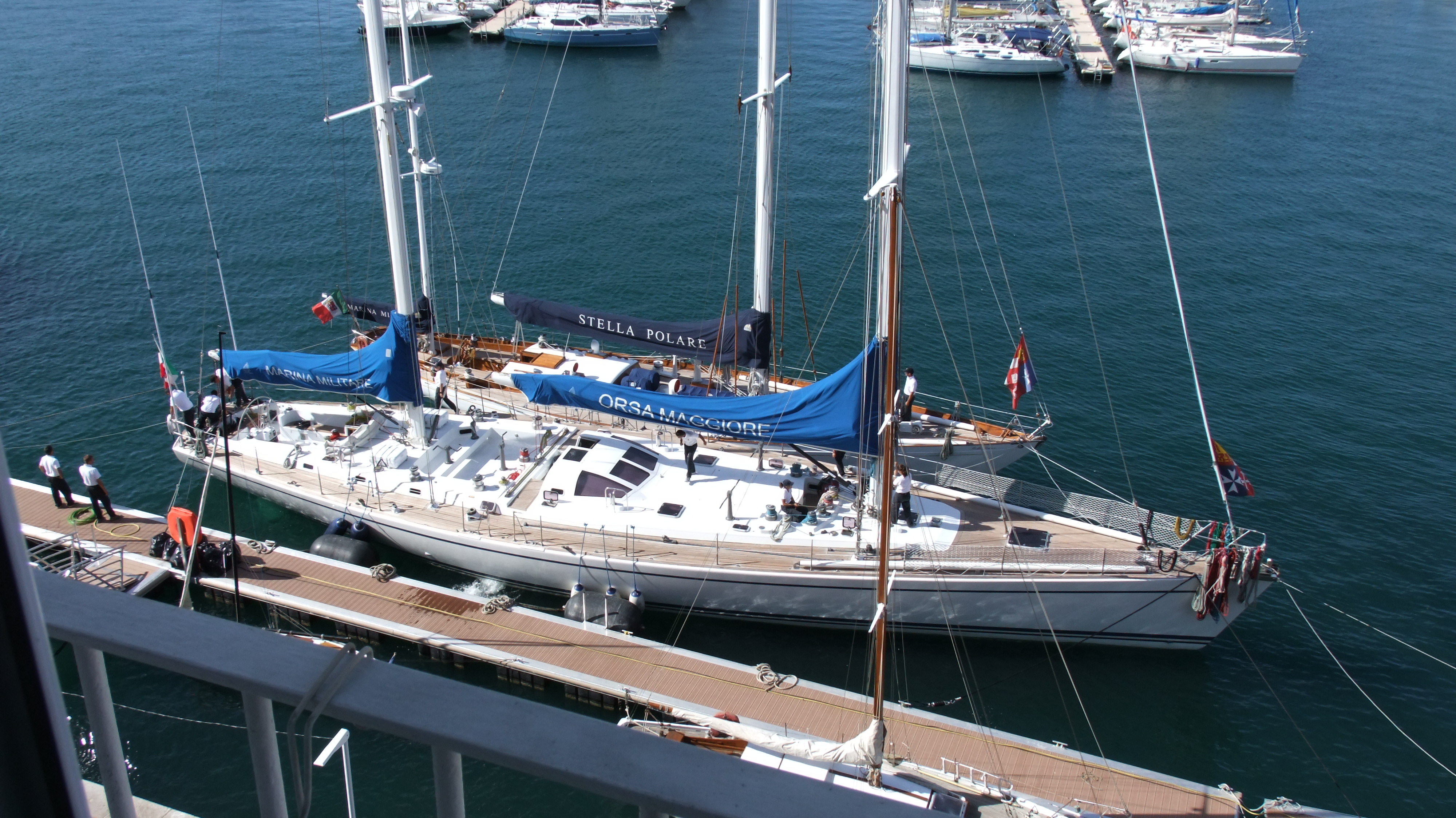
Confrontando Stella Polare e Orsa Maggiore è visibile la differente posizione dell'albero di mezzana che differenzia un Ketch da uno yawl

Le iolle e le checchie sono entrambi velieri armati a due alberi, con quello di maestra prodiero e quello di mezzana poppiero. Negli yacht classici, dotati di lunghi slanci e timoni interni, distinguerli è semplice: le checchie hanno l'albero di mezzana a pruavia dell'asse timone, mentre le iolle l'hanno a poppavia.
Invece, in caso di yacht con slanci ridotti o timoni esterni, la distinzione è più correttamente determinata confrontando la funzione e la relativa dimensione delle mezzane. La vela di mezzana della iolla è, comparativamente, assai più piccola di quella di maestra (la quale, viceversa, ha superficie simile a quella di uno sloop equivalente). Inoltre, mentre nelle checchie lo scopo della vela di mezzana è principalmente propulsivo (la superficie velica è ripartita tra i due alberi per facilitarne il governo), nelle iolle questa serve da stabilizzatrice fungendo da "timone aereo".
Tra le imbarcazioni a vela della Marina Militare Italiana che svolgono funzioni addestrative per gli allievi della scuola navale "Morosini" di Venezia e per gli allievi ufficiali dell'Accademia navale di Livorno, l'Orsa Maggiore è armata a ketch, mentre Stella Polare e Corsaro II sono armate a yawl.

## Galleria d'immagini

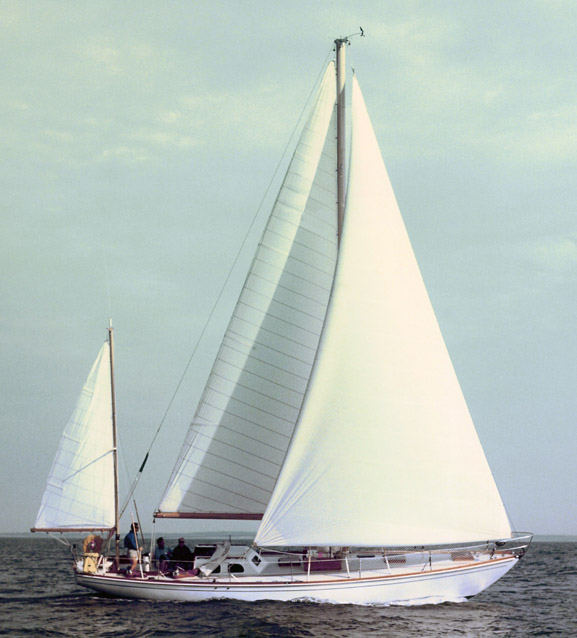
Imbarcazione tipo yawl
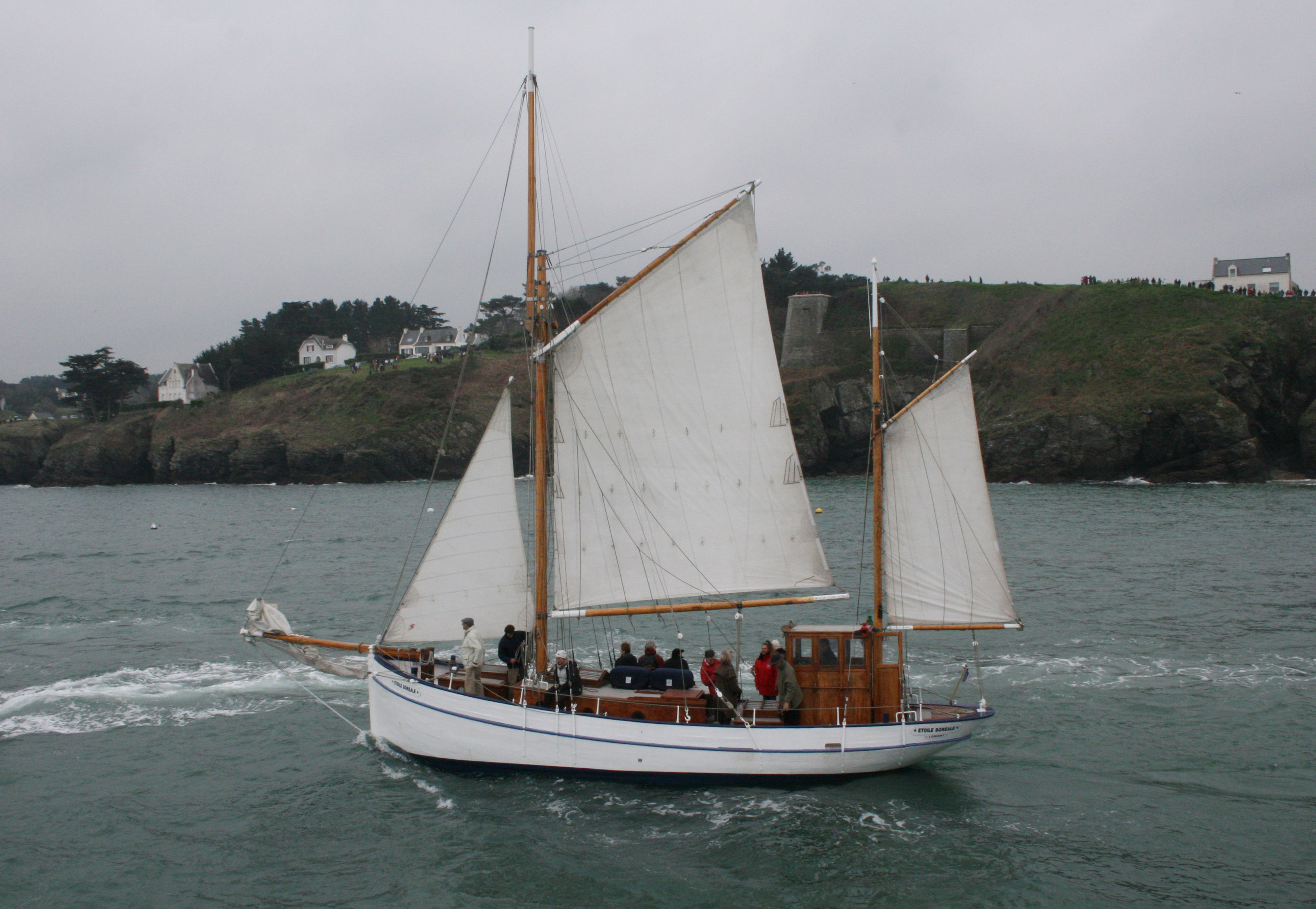
yawl armato con vele auriche
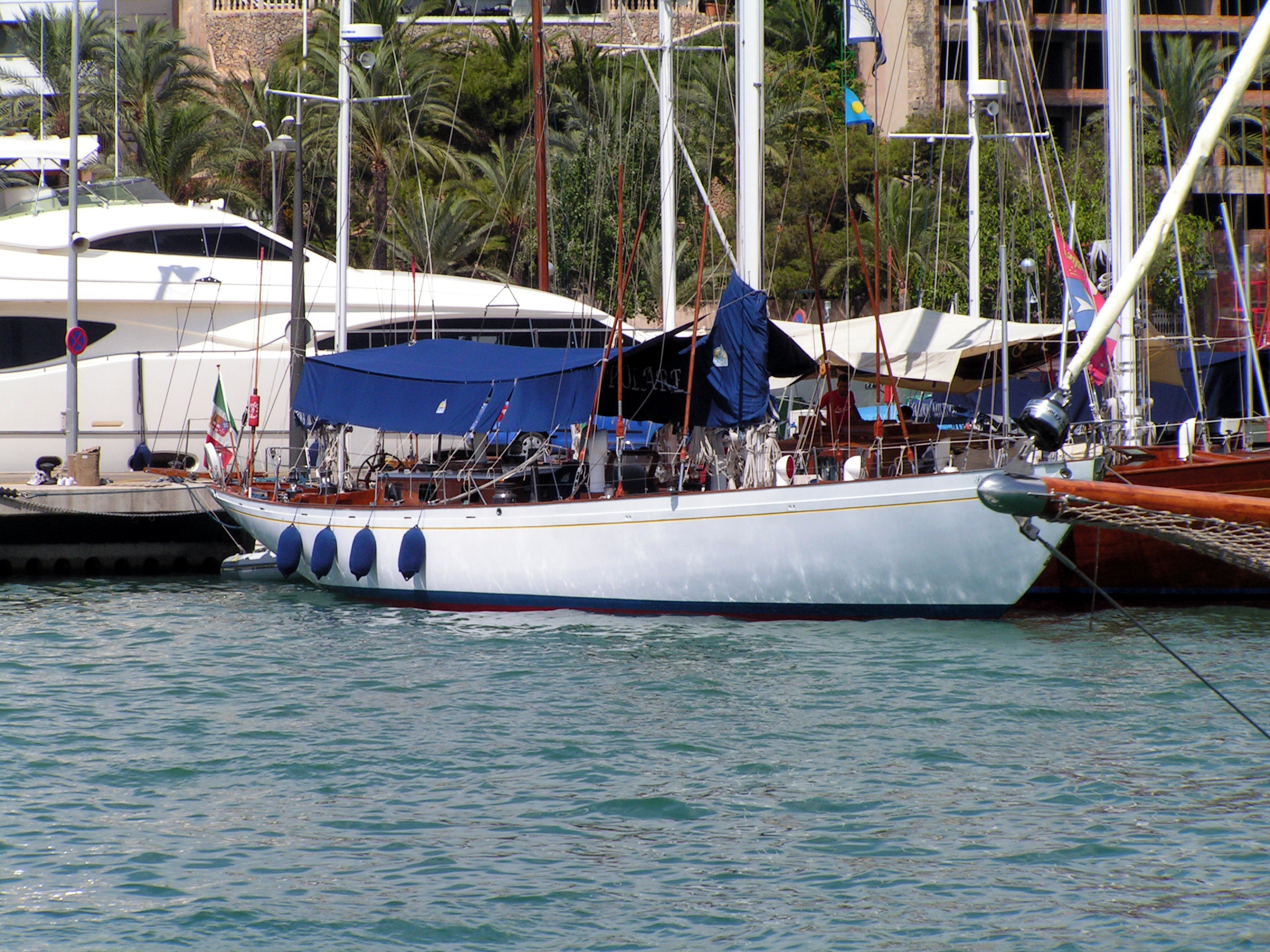
Stella Polare yawl della Marina Militare